# Realismo de derecha
El realismo de derecha, en criminología, también conocido como nuevo realismo de derecha, neoclasicismo o neo-conservadurismo, es un movimiento opuesto al realismo de izquierda. Considera el fenómeno del crimen desde la perspectiva del conservadurismo político y afirma que tiene una visión más realista de las causas del crimen y la desviación, e identifica los mejores mecanismos para su control. A diferencia de otras escuelas de criminología, hay menos énfasis en desarrollar teorías de causalidad en relación con el crimen y la desviación (la tendencia es examinar científicamente las estadísticas oficiales como evidencia). La escuela emplea un enfoque racionalista, directo y científico para la formulación de políticas de prevención y control del delito. Algunos políticos que se adscriben a la perspectiva pueden abordar aspectos de la política criminal en términos ideológicos al referirse a la libertad, la justicia y la responsabilidad.  

## Visión general
El objetivo principal es el control y la prevención del comportamiento delictivo, es decir, se debe evitar que los delincuentes infrinjan la ley penal y ser castigados si lo hacen. Hay poco interés en explorar conceptos de poder y estructuras en la sociedad.  
James Q. Wilson, quien fue asesor sobre delincuencia del presidente Reagan, por ejemplo, rechaza la idea de que el crimen tiene "causas fundamentales" que se pueden encontrar en los contextos estructurales de la vida de las personas. Dada la falta de correlación entre desempleo y delincuencia, que podría haber formado la base para una explicación estructural de la delincuencia, la derecha política recurre a una explicación cultural. Ven una disminución en los "valores familiares" y, en particular, una falta de disciplina tanto dentro como fuera del hogar. Además, a veces hay un aparente rechazo de las teorías utilitarias de disuasión como base para eliminar cualquier causa de delito. El único resultado práctico que se dice que se puede lograr es la minimización del impacto que el crimen podría tener en la gente común. Mientras que Jeremy Bentham abogó por el "uso del dolor donde la vergüenza ha resultado ineficaz", el realismo de derecha defiende el principio de que nada disuade más que la certeza de la detección. Por lo tanto, una vigilancia más proactiva a través de políticas de tolerancia cero para garantizar la seguridad de los ciudadanos en las calles y en sus hogares, y la mayor asignación de recursos para la detección tendrá más éxito que la postura reactiva actual en relación con los delitos cometidos. En este hilo de argumentación, existe una forma de análisis de costo-beneficio en el que el éxito de las instituciones encargadas de la tarea de control se mide por referencia a la incidencia registrada de delitos a lo largo del tiempo. Se acepta que el ser humano es un animal calculador que pesará las recompensas que se obtendrán del crimen contra las posibilidades de ser atrapado. De hecho, para construir una mayor conformidad donde la desviación es socialmente inaceptable, la Nueva Derecha aboga por la asignación de recursos en el sistema educativo para apuntalar la adhesión a los valores morales. Este es un sistema de control informal e interno para igualar los controles formales y externos a través de la legislación y la aplicación de la ley a través de la policía. 

### Teoría del control social
El realismo de derecha tiene su origen en la teoría de control y, como tal, se relaciona con teorías funcionalistas del crimen. Se dice que hay tres tipos de control: 
1. Directo: mediante el cual el castigo se amenaza o aplica por comportamiento ilícito, y el cumplimiento es recompensado por los padres, la familia y las figuras de autoridad.
2. Indirecto: por el cual un joven se abstiene de la delincuencia porque su acto delictivo puede causar dolor y desilusión a los padres y otras personas con quienes tiene una relación cercana.
3. Interno: por el cual la conciencia o el sentimiento de culpa de una persona le impide participar en actos delictivos.

La teoría del control social (más tarde también llamada teoría del vínculo social) propone que las relaciones, los compromisos, los valores, las normas y las creencias de las personas los alienten a no violar la ley. Por lo tanto, si los códigos morales se internalizan y los individuos están vinculados y tienen un interés en su comunidad en general, limitarán voluntariamente su propensión a cometer actos desviados. La teoría busca comprender las formas en que es posible reducir la probabilidad de que se desarrolle la afinidad con la criminalidad en los individuos. No considera cuestiones de motivación, simplemente afirma que los seres humanos pueden optar por participar en una amplia gama de actividades, a menos que la gama esté limitada por los procesos de socialización y aprendizaje social. La moral se crea en la construcción del orden social, asignando costos y consecuencias a ciertas elecciones y definiendo algunas como malas, inmorales y/o ilegales. Aunque Travis Hirschi no fue el primero en proponer una teoría de control social, Causes of Delinquency (1969) fue un libro histórico, que contrastaba con la Strain Theory (ver anomia y el trabajo de Robert King Merton) y teoría del conflicto. En particular, Hirschi desafió la Teoría de la Asociación Diferencial (Edwin Sutherland y Donald Cressey) sobre el impacto de los pares delincuentes en la delincuencia. Propuso que se encontraría que los pares delincuentes no tienen un efecto directo sobre la delincuencia cuando se toman en cuenta los lazos sociales que inhiben la delincuencia. Fueron los lazos sociales débiles que resultaron en delincuencia y asociación con delincuentes.

## Crítica
Los críticos detectan una serie de problemas con esta escuela de pensamiento. Debido a que la escuela subestima las causas del crimen, en realidad reacciona al fenómeno del crimen y busca prevenirlo sin un cuerpo sustancial de evidencia empírica sobre si los patrones de ofensa están relacionados con la edad, el género, la raza, la ubicación, la clase social, etc., ni proporcionar ninguna investigación sobre métricas de éxito o fracaso para la vigilancia proactiva y la educación como un sistema para impartir valores. [cita requerida]   Acepta la idea utilitaria de que las personas actúan racionalmente sin considerar por qué las personas pueden optar por violar la ley. Las personas tienen la capacidad de participar en una amplia gama de comportamientos. Si son verdaderamente racionales, la decisión de violar la ley debe ser informada por su condición social u otros factores que sean relevantes para ellos. Identificar los factores que condicionan la decisión ayudaría tanto al proceso de prevención, porque las políticas gubernamentales podrían abordar esos problemas, y apoyaría la creación de un plan de estudios adecuado en el sistema educativo para demostrar con mayor claridad por qué la comisión del delito es una decisión "mala". Tal como están las cosas, el realismo de derecha parece depender de la inculcación de imperativos morales que se consideran evidentemente la mejor solución al problema del delito. Bryson y Mowbray (1981) consideran la noción de valores compartidos en la comunidad como un ejercicio cínico por parte del conservadurismo para colocar a los miembros de la comunidad (miembros de la comunidad consensuales y respetuosos de la ley) contra los de afuera (delincuentes), y así fomentar una política de orden público.
Se ha argumentado que dentro del Realismo de Derecha, hay un interés inadecuado en el crimen corporativo, el crimen de cuello blanco, el crimen político o el crimen estatal .  